# Dinh dưỡng trực quan
Dinh dưỡng trực quan (tiếng Anh: Intuitive nutrition) hay Ăn uống trực quan (tiếng Anh: Intuitive eating) là một khái niệm về phương pháp khoa học giúp chủ động quản lý và kiểm soát trọng lượng cơ thể một cách tự nhiên và an toàn. Phương pháp được phát triển bởi Tiến sĩ Y khoa Mazourik của Thụy Sĩ. Sự bùng phát của thừa cân béo phì trong cuộc sống hiện đại là vấn đề mang tính xã hội cho nhiều quốc gia, hiện có rất nhiều phương pháp được áp dụng để giải quyết vấn đề này tuy nhiên thực sự chưa có giải pháp tối ưu cho nó.
Tiến sĩ Mazourik với kinh nghiệm y khoa trên 25 năm kết hợp cùng các đồng sự tại 48 quốc gia khác nhau được chứng minh bằng nhiều nghiên cứu khoa học & thực nghiệm lâm sàng phương pháp: "Dinh dưỡng trực quan" chính thức được công bố áp dụng rộng rãi trên thế giới nó nhận được sự ủng hộ về mặt khoa học của các chuyên gia hiện nay phương pháp này đã được áp dụng trên thực tế 80 quốc gia.
Dinh dưỡng trực quan được phát triển dựa trên việc nghiên cứu tiếp cận toàn diện các vấn đề của thừa cân béo phì bao gồm các yếu tố liên quan tới sinh lý học, y học, các yếu tố tác động mang tính xã hội, tâm lý, thói quen...Từ đó tổng hợp nên các yếu tố tác động & giải pháp cho từng vấn đề cụ thể một cách trực quan thông qua việc phát triển các biểu đồ về trạng thái cảm xúc thỏa mãn, giúp mỗi đối tượng dễ dàng nhận biết được tình trạng cảm xúc về hành vi ăn uống của mình, trên cơ sở các nhận thức này sẽ là cơ sở giúp mọi người áp dụng các nguyên lý dinh dưỡng khoa học trực quan để chủ động kiểm soát cân nặng của mình. Hơn thế nữa dinh dưỡng trực quan còn phát triển & quy chuẩn hệ tiêu chuẩn cho các sản phẩm dinh dưỡng trực quan đây chính là một công cụ lý tưởng giúp hỗ trợ ngăn chặn và kiểm soát cơn đói cùng với các lợi ích to lớn cho sức khỏe - Giá trị cốt lõi khác biệt mà dinh dưỡng trực quan mang lại trong việc kiểm soát trọng lượng cơ thể đối với người tăng cân thừa cân & béo phì là việc tạo dựng một thói quen dinh dưỡng lành mạnh, thông qua đó tạo dựng một tình trạng cân bằng mới về cảm xúc thỏa mãn từ đó giúp dễ dàng kiểm soát cân nặng lâu dài.
Giáo sư W.K Podleski trường Đại học tổng hợp New York -USA nhận xét: " Dinh dưỡng trực quan cung cấp một tầm nhìn giáo dục dài hạn & cần thiết về cách thức sử dụng chế độ dinh dưỡng, luyện tập khoa học để giảm cân an toàn cho sức khỏe - Đây là phương pháp tuyệt vời để bắt đầu một chế độ ăn kiêng khoa học..."